# توماس سكوهارفي
توماس سكوهارفي (بالتشيكية: Tomáš Skuhravý)‏ هو لاعب كرة قدم تشيكوسلوفاكي دولي معتزل.

## مسيرته الكروية
لعب توماس سكوهارفي خلال مسيرته الاحترافية مع 5 أندية في ستة عشر موسمًا وسجل خلالها 135 هدف ضمن 368 مباراة. حيث فاز في ثلاثة مواسم بالكأس وفي خمسة مواسم بالدوري.
خاض توماس سكوهارفي مسيرته مع نادي سبارتا براغ في موسم 1982–83 في المرة الأولى ولمدة موسمين ثم في موسم 1986–87 ليلعب معه أربعة مواسم، مشاركًا طوالها في 142 مباراة سجل خلالها 59 هدفًا. ثم انتقل إلى FK Hvězda Cheb ‏ في موسم 1984–85 ولمدة موسمين، حيث شارك في 58 مباراة سجل خلالها 17 هدفًا. لينتقل بعدها إلى نادي جنوى في موسم 1990–91 ليلعب معه ستة مواسم، مشاركًا في 164 مباراة سجل خلالها 59 هدفًا. ثم انتقل إلى نادي سبورتينغ لشبونة في موسم 1995–96 لمدة موسم واحد، مشاركًا في 4 مباريات ولم يسجل أي هدف. هذا وانتقل لاحقًا إلى نادي فيكتوريا زيزكوف في موسم 1996–97 لمدة موسم واحد، لم يشارك في أي مباراة ولم يسجل أي هدف أيضًا.

## وصلات خارجية
- توماس سكوهارفي على موقع الاتحاد الدولي (مؤرشف)  (الإنجليزية)
- توماس سكوهارفي على موقع الاتحاد الأوربي (الإنجليزية)
- توماس سكوهارفي على موقع الاتحاد التشيكي (الإنجليزية)
- توماس سكوهارفي على موقع قاعدة بيانات كرة القدم.إي يو (الإنجليزية)
- توماس سكوهارفي على موقع ناشيونال فوتبول تيمز (الإنجليزية)
- توماس سكوهارفي على موقع عالم كرة القدم.نت (الإنجليزية)